# Peinture-peinture
 (novembre 2010).
Si vous disposez d'ouvrages ou d'articles de référence ou si vous connaissez des sites web de qualité traitant du thème abordé ici, merci de compléter l'article en donnant les références utiles à sa vérifiabilité et en les liant à la section « Notes et références ».
Peinture-peinture est un terme esthétique français désignant les peintres et leurs œuvres dont le centre d'intérêt est la peinture elle-même, ses moyens et sa composition en en minorant le sens symbolique et littéraire. Les anglophones traduisent le terme par pure-painting, « peinture pure » ou art abstrait.
Le terme apparaît pour la première fois dans un texte du philosophe et critique espagnol Eugenio d'Ors : Trois heures au Prado. Il écrit à propos de Velasquez : « Entre la peinture qui tend vers le sculptural et l'architectonique, et la peinture tout près de s'évaporer en musique ou poésie, la peinture-peinture. »
On trouve l'expression sous la plume de José Pierre dans son livre André Breton et la peinture, pour lequel il n'y a pas lieu de distinguer la « peinture-littéraire » de la « peinture-peinture » ou sous la plume de Germain Bazin en 1982 : « Ce tableau est peut- être le plus admirable morceau de « peinture-peinture » du siècle, comparable aux œuvres les plus sereines de Vélasquez ; il affirme ce que peut un peintre qui, délivré de tout souci extérieur à l'acte de peindre, transforme un spectacle donné en surface modulée dans la couleur qui, transcendant le réel pour l'art, devient pur mirage. »
L'expression trouvera dans les années 1970, un nouveau sens pour s'opposer à « non-peinture », « anti-peinture » et « mort de la peinture » dans les travaux théoriques de Supports/Surfaces.
Chez Pierre Daix, dans Pour une histoire culturelle de l'art moderne : le XXe siècle : - à propos de Picabia : « c'est de la peinture-peinture poussée à l'extrême où ce sont des effets de pâte, les cris de la matière brusquée... » ou encore « Comme il n'y a pas plus peinture-peinture que ces natures mortes du cubisme curvilinéaire ».
On trouve l'expression définie par l'University of Texas Art Museum the use of manufacture objets on the picture plane were taking, what the french call peinture-peinture what the Germans call maleriech painting. L'utilisation du matériel sur le plan de l'image, que les français appellent « peinture-peinture » ce que les Allemands appellent malereich.
Arts Magazine - Volume 5 en 1977 donne la définition suivante : « peinture-poesie or poetic painting, as opposed to peinture pure or peinture-peinture (by which advanced abstraction was sometimes known in France) »  soit : « peinture-poésie opposé à peinture pure ou peinture-peinture (expression par laquelle  l'abstraction d'avant-garde est appelé en France, parfois. »
Pour Jean Cassou, dans Les sources du XXe siècle, la « peinture-peinture » fut la grande aventure du XXe siècle ».
On trouve l'expression utilisée par l'Encyclopédie Universalis à l'article  Markus Lüpertz pour définir la peinture de l'artiste et son écrit Manifeste Dithyrambique :  écrit, en 1966, « L'Art qui reste lui-même : le Manifeste dithyrambique, véritable apologie de la « peinture-peinture ». »